# 阿拉贡体育
阿拉貢體育，为皇家萨拉戈萨的预备队，成立于1958年。该队现在参加西班牙皇家足協乙組聯賽。

## 曾用名称
- Real Zaragoza Club Deportivo Aficionados（1958–59）
- Juventud Club de Fútbol（1959–62）
- 阿拉贡体育俱乐部（Club Deportivo Aragón）（1962–66）
- 阿拉贡足球俱乐部（Aragón Club de Fútbol）（1966–70）
- 阿拉贡体育（Deportivo Aragón）（1970–91）
- 皇家萨拉戈萨B队（Real Zaragoza "B"）（1991–）
- 阿拉貢皇家薩拉戈薩體育（Real Zaragoza Deportivo Aragón）（1991–）